# كارلو روسي
كارلو روسي (بالروسية: Карл Иванович Росси) كان مهندس معماري إيطالي (17 ديسمبر 1775 - 18 أبريل 1849) عمل الجزء الأكبر من حياته في روسيا.

## أعماله

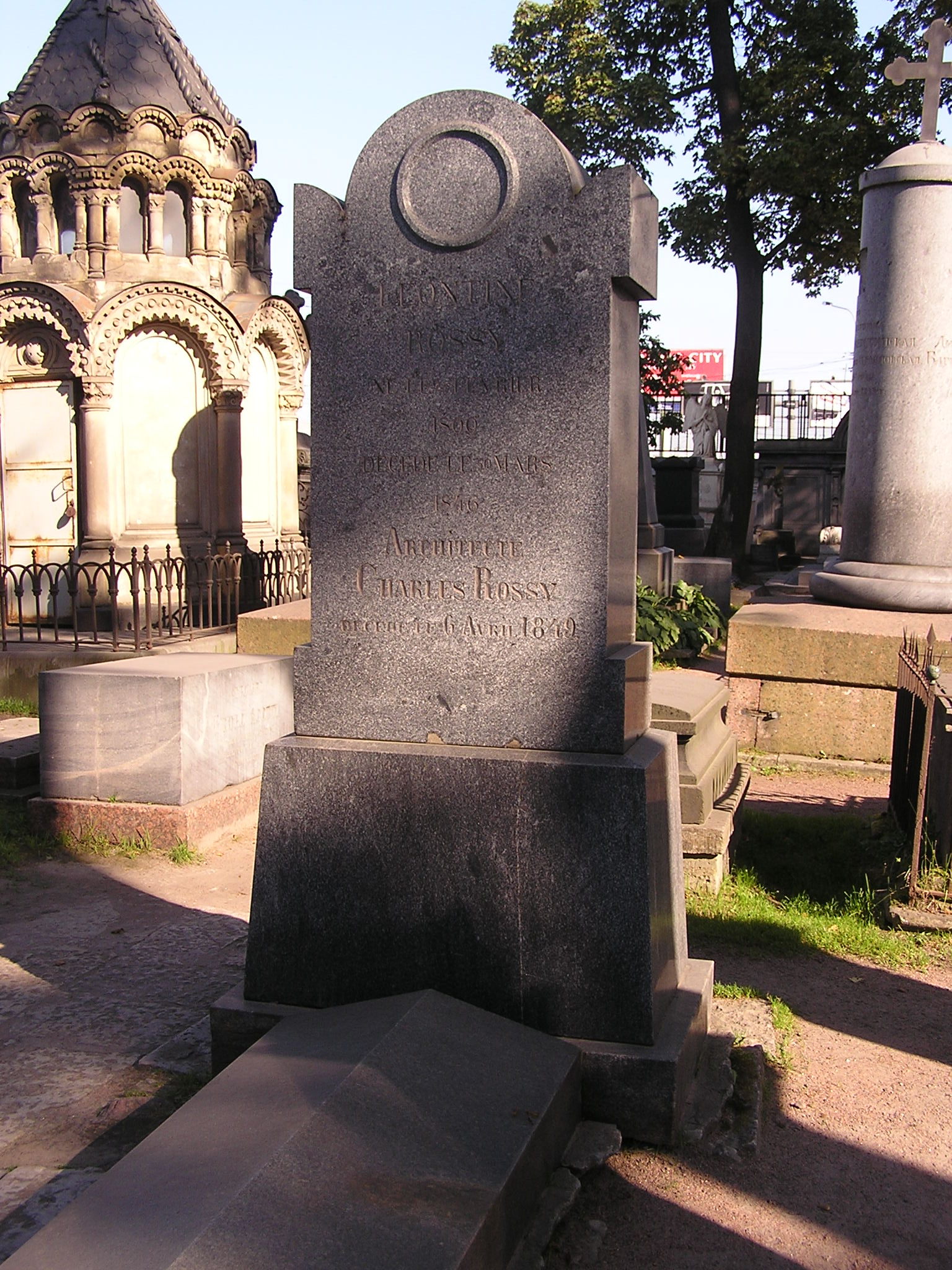
قبر كارلو روسي.

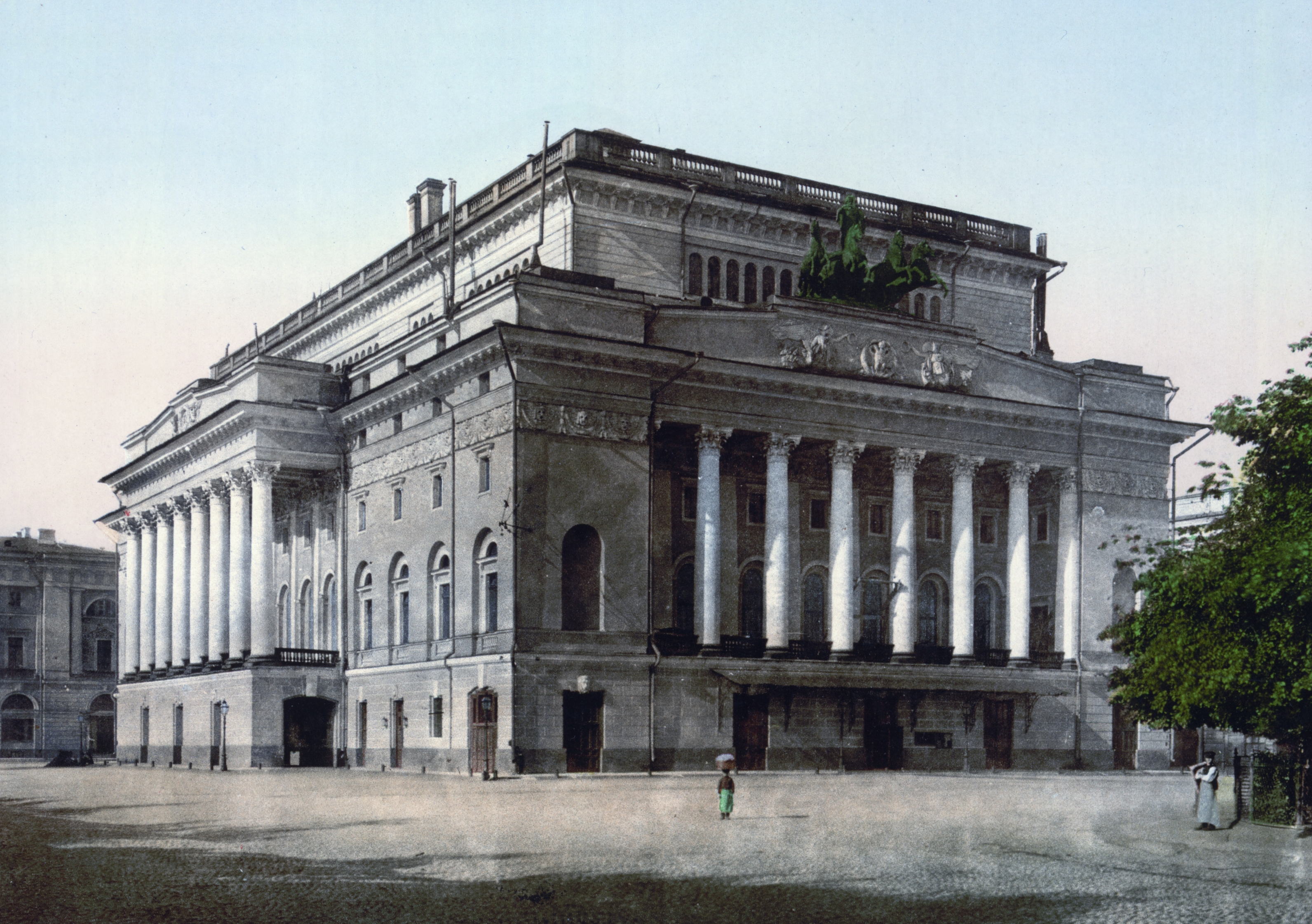
مسرح الكساندرين في سانت بطرسبرغ.

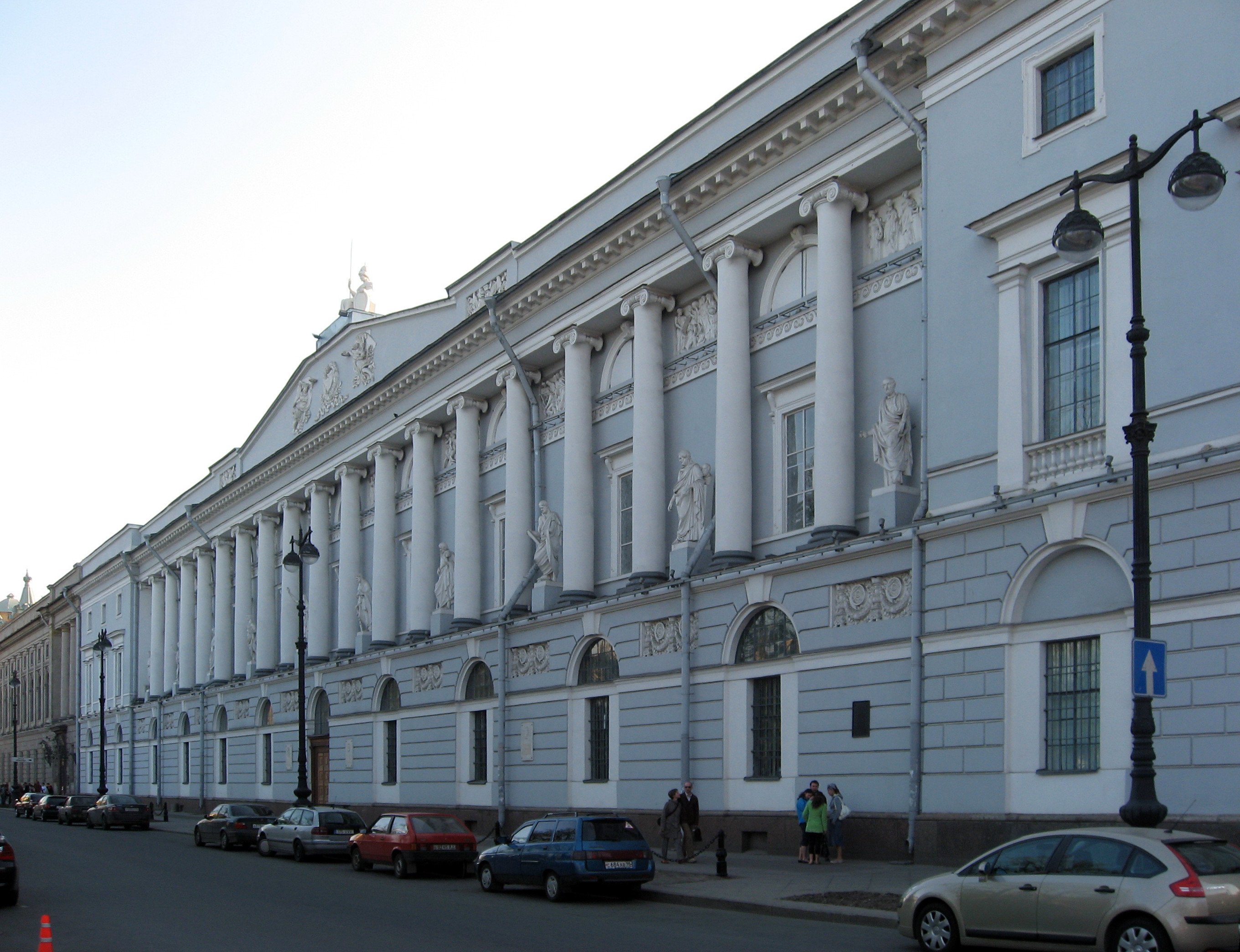
المكتبة الوطنية الروسية.

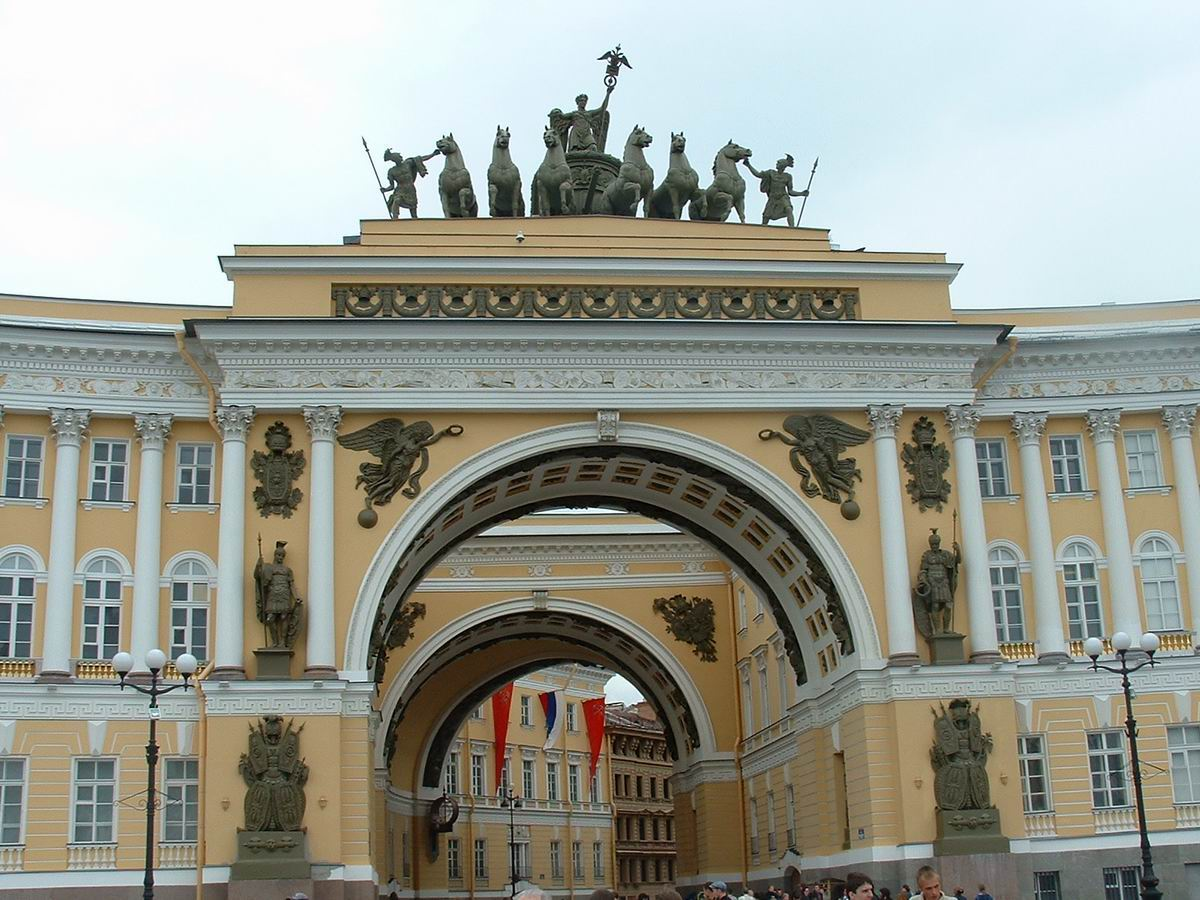
قوس من مبنى الأركان العامة في ساحة القصر.

- مسرح ألكساندرينسكي
- المكتبة الوطنية الروسية
- بيت القهوة في حديقة الصيف
- المتحف الروسي

## وصلات خارجية
- (بالروسية)

(بالروسية)